# Hasslösa kyrka
Hasslösa kyrka är en kyrkobyggnad som sedan 2006 tillhör Sävare församling (tidigare Hasslösa församling) i Skara stift. Den ligger i kyrkbyn Hasslösa i Lidköpings kommun.

## Kyrkobyggnaden
Kyrkan är uppförd ett stycke från en medeltida stenkyrka. 
Nuvarande stenkyrka uppfördes 1893 efter ritningar av Lars Emanuel Pettersson från Värsås. Stilen är nyromansk med rundbågade fönster och tornet som är gotlandsinspirerat. 
Vid en genomgripande restaurering 1937, under ledning av Adolf Niklasson, omdisponerades koret och inredningen modifierades. Man insatte på nytt den gamla kyrkans altaruppsats och predikstol. Nuvarande sakristia vid kyrkans södra sida uppfördes.

## Inventarier
- Den romanska dopfunten är från medeltiden.
- Predikstolen och altaruppsatsen i barock är från början av 1700-talet och härstammar från föregående kyrka.
- Stenrelieferna som är utställda i vapenhuset kommer även de från den gamla kyrkan.

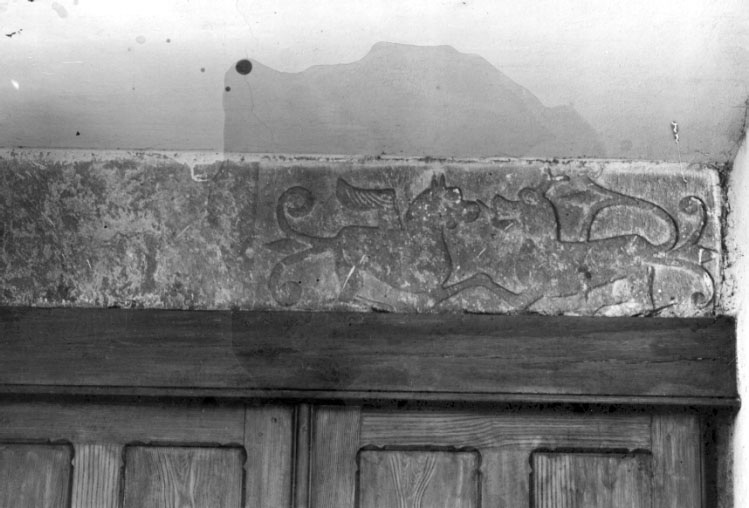
Kvadersten med medeltida relief.

### Orgel
- Läktarorgeln från 1894 är byggd av Carl Axel Härngren. Det mekaniska verket renoverades och återdisponerades 1981 av Smedmans Orgelbyggeri. Orgeln har stum fasad och nio stämmor fördelade på manual och pedal.[1]
- Kororgeln kommer även den från Smedmans Orgelbyggeri. Den mekanisk och har en ljudande fasad. Orgeln är tillverkad 1980 och har åtta stämmor fördelade på manual och pedal.[2]